# Carlia
Carlia es un género de escincomorfos de la familia Scincidae que se distribuyen desde Australia hasta Indonesia, pasando por Nueva Guinea.

## Especies
Se reconocen las 44 siguientes según The Reptile Database:
- Carlia aenigma Zug, 2004
- Carlia ailanpalai Zug, 2004
- Carlia amax Storr, 1974
- Carlia aramia Zug, 2004
- Carlia babarensis (Kopstein, 1926)
- Carlia beccarii (Peters & Doria, 1878)
- Carlia bicarinata (Macleay, 1877)
- Carlia bomberai Zug & Allison, 2006
- Carlia caesius Zug & Allison, 2006
- Carlia decora Hoskin & Couper, 2012
- Carlia diguliensis (Kopstein, 1926)
- Carlia dogare Covacevich & Ingram, 1975
- Carlia eothen Zug, 2004
- Carlia fusca (Duméril & Bibron, 1839)
- Carlia gracilis Storr, 1974
- Carlia inconnexa Ingram & Covacevich, 1989
- Carlia jarnoldae Covacevich & Ingram, 1975
- Carlia johnstonei Storr, 1974
- Carlia leucotaenia (Bleeker, 1860)
- Carlia longipes (Macleay, 1877)
- Carlia luctuosa (Peters & Doria, 1878)
- Carlia munda (De Vis, 1885)
- Carlia mysi Zug, 2004
- Carlia nigrauris Zug, 2010
- Carlia pectoralis (De Vis, 1885)
- Carlia peronii (Duméril & Bibron, 1839)
- Carlia pulla (Barbour, 1911)
- Carlia quinquecarinata (Macleay, 1877)
- Carlia rhomboidalis (Peters, 1869)
- Carlia rimula Ingram & Covacevich, 1980
- Carlia rostralis (De Vis, 1885)
- Carlia rubigo Hoskin & Couper, 2012
- Carlia rubrigularis Ingram & Covacevich, 1989
- Carlia rufilatus Storr, 1974
- Carlia schmeltzii (Peters, 1867)
- Carlia sexdentata (Macleay, 1877)
- Carlia spinauris (Smith, 1927)
- Carlia storri Ingram & Covacevich, 1989
- Carlia sukur Zug & Kaiser, 2014
- Carlia tetradactyla (O'Shaughnessy, 1879)
- Carlia triacantha (Mitchell, 1953)
- Carlia tutela Zug, 2004
- Carlia vivax (De Vis, 1884)
- Carlia wundalthini Hoskin, 2014